# Филип Лаку-Лабарт
Филип Лаку-Лабарт (на френски: Philippe Lacoue-Labarthe, роден 6 март 1940 г., Тур, починал 27 януари 2007 г., Париж) e френски философ, литературен теоретик и преводач.

## Биография
Ученик на Жерар Гранел и Жерар Женет, на когото посвещава последния си текст, Лаку-Лабарт по време на следването си е силно повлиян от движението Социализъм или варварство и от Ситуационисткия Интернационал. Следва мощното въздействие върху него на ранните текстове на Дерида.
По време на асистентстването си в Университета на Страсбург, през 1967 г. се среща с Жан-Люк Нанси, който е назначен за професор в Колмар. Началото на интелектуално общуване, което продължава почти четири десетилетия.
През 1980 г. Нанси и Лаку-Лабарт заедно организират прочутата конференция в Сериси ла Сал, посветена на Жак Дерида.
Лаку-Лабарт е член и президент на Международния философски колеж.

## Идеи и творчество
Като мислител Лаку-Лабарт се развива под влиянието на Мартин Хайдегер, Жак Дерида, Жак Лакан, Паул Целан, но също и като коментатор на идеите на немския романтизъм и деконструкцията. Лаку-Лабарт е и преводач на френски език на текстове на Хайдегер, Целан, Ницше, Хьолдерлин и Бенямин.

### Преводи
- Friedrich Nietzsche, La Naissance de la tragédie, dans Œuvres philosophiques complètes, t. I, Paris, Gallimard, 1977
- Walter Benjamin, Le Concept de critique esthétique dans le romantisme allemand (avec Anne-Marie Lang), Paris, Flammarion, 1986
- Josep Vicenç Foix, Gertrudis suivi de KRTU (avec Ana Domenech), Paris, Christian Bourgois, 1987
- Friedrich Nietzsche, Fragments posthumes (Début 1874-Printemps 1876) (avec Jean-Luc Nancy), dans Œuvres philosophiques complètes, t. II, Paris, Gallimard, 1988
- Friedrich Hölderlin, Œdipe le tyran de Sophocle, Paris, Christian Bourgois, 1998
- Friedrich Hölderlin, Antigone de Sophocle, Paris, Christian Bourgois, 1998
- Martin Heidegger, Pauvreté (avec Ana Samardzija), Strasbourg, Presses universitaires de Strasbourg, 2004

## За него
- Pierre Joris, Heidegger, France, Politics, The University, 1989 ((en))
- John Martis, Philippe Lacoue-Labarthe: Representation and the Loss of the Subject. New York: Fordham University Press, 2005.